# Attraktioner i Sheffield
Dette er en liste med attraktioner i Sheffield. 

## Liste
- Abbeydale Industrial Hamlet
- Arts Tower
- Beauchief Abbey
- Birley Spa
- Bishops' House
- Crucible Theatre
- Cutlers' Hall
- Devonshire Green
- Don Valley Stadium
- The Dore Stone
- Endcliffe Park
- Graves Art Gallery
- Graves Park
- IceSheffield
- Kelham Island Museum
- Lyceum Theatre
- Magna Science Adventure Centre
- Meadowhall Shopping Centre
- Millennium Galleries
- Millhouses Park
- Old Queen's Head
- Peace Gardens
- Ponds Forge
- Rivelin Valley
- Rother Valley Country Park
- Sheaf Square
- Sheffield Arena
- Sheffield Botanical Gardens
- Sheffield Cathedral
- Sheffield City Hall
- Sheffield Fire and Police Museum
- Sheffield Manor
- Sheffield Town Hall
- Sheffield Walk of Fame
- Sheffield Winter Gardens
- Shepherd Wheel
- Showroom Cinema
- Site Gallery
- Valley Centertainment
- Victoria Quays
- Weston Park Museum
- Wheel of Sheffield
- Wincobank (hill fort)
- Yorkshire ArtSpace